# 阻集器
阻集器（そしゅうき）とは、配管の閉塞の原因となったり・有害・危険・再利用可能な物質を排水中から分離・回収し自然流下により水のみを排出する排水設備である。

## 概要
排水トラップと機能を一体化させた阻集器も多いが、その場合は二重トラップにしてはならない。
排水の流速・温度を低下させて浮上・沈降させ、物質を分離する。

## 型式

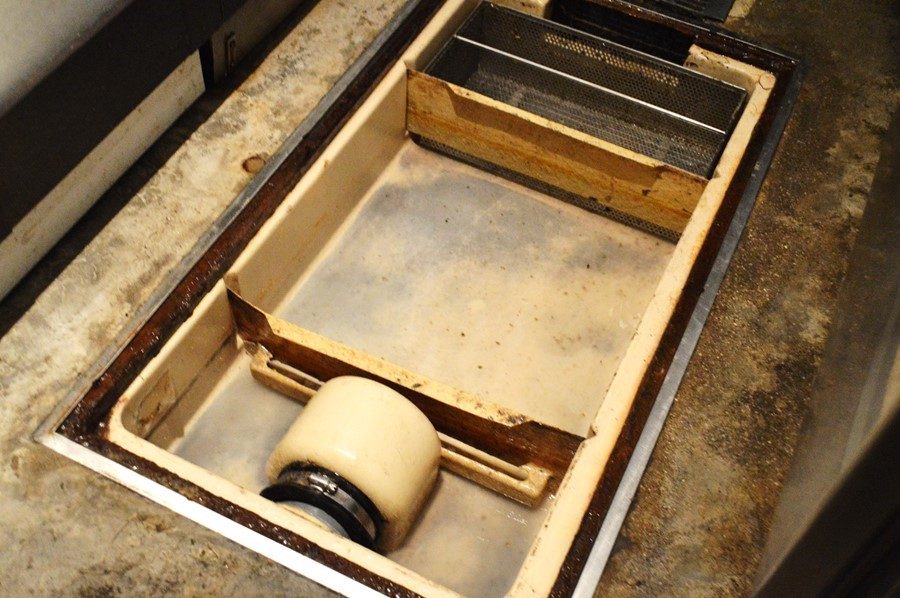
グリーストラップ

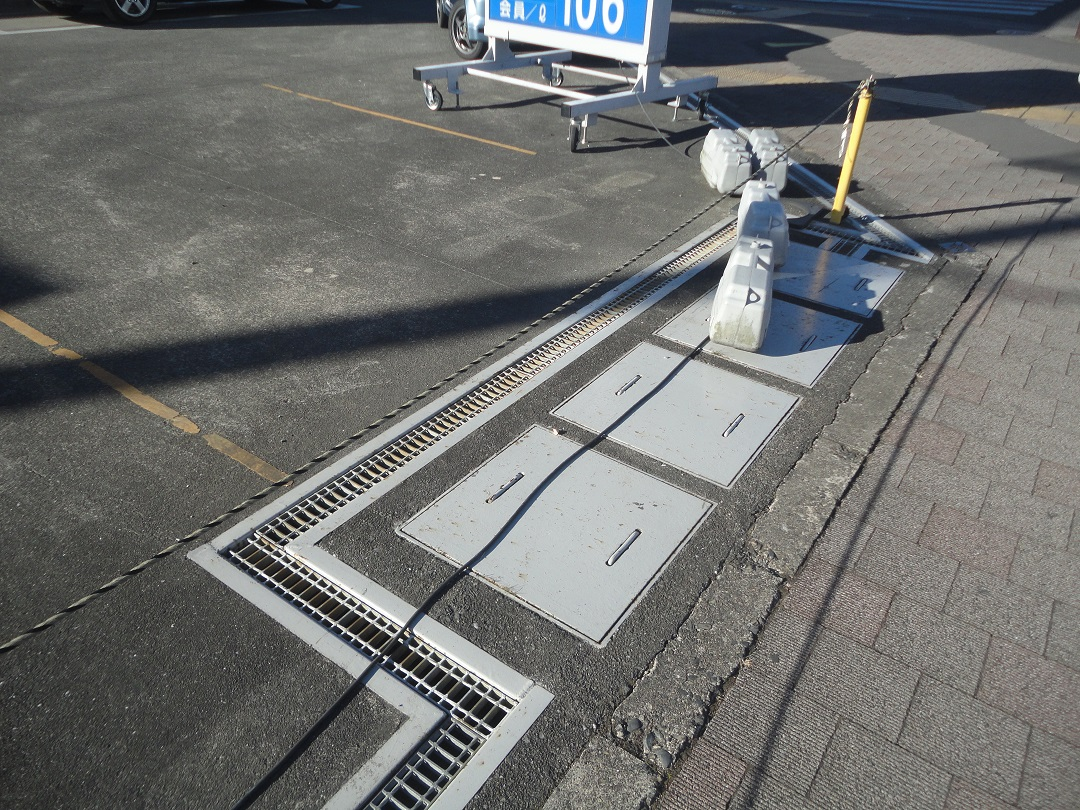
ガソリンスタンドに設置されているガソリントラップ。

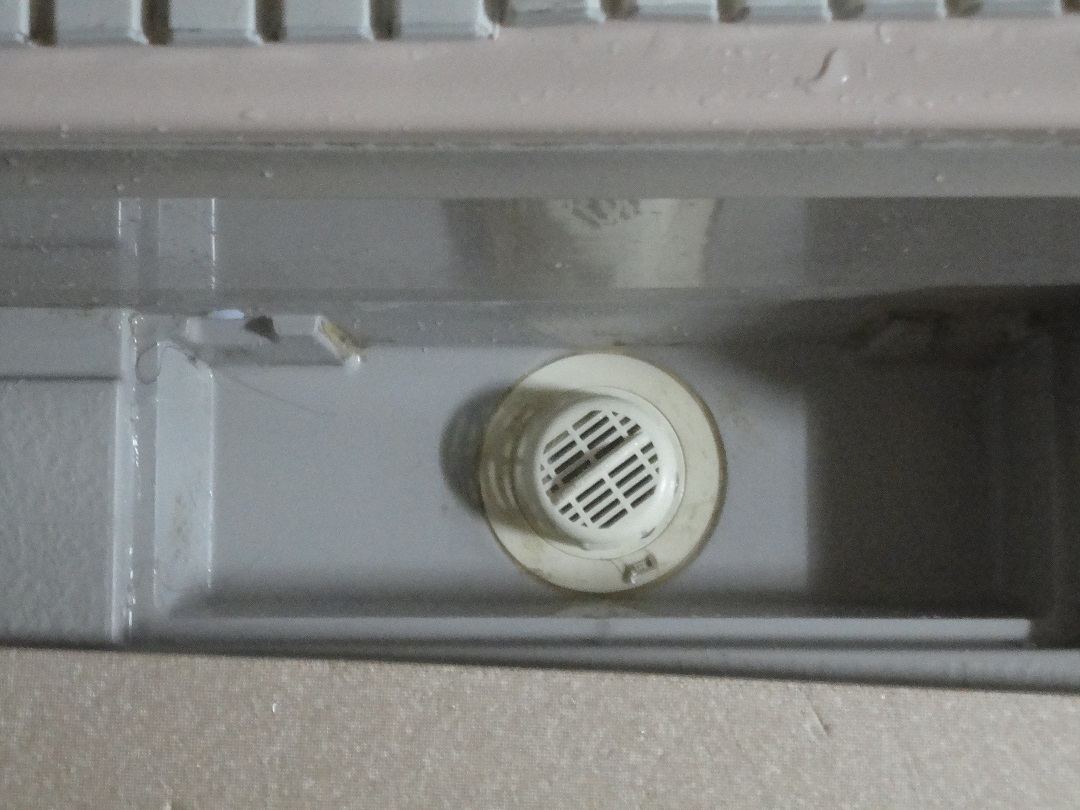
住宅の浴室に設置されているヘアキャッチャー

グリス阻集器
ホテルやレストランなどの厨房から排出される油脂類を除去する阻集器。これらの油脂類は排水管内に付着してスライム化し、流水断面積の縮小や管閉塞を引き起こすため、それを予防する。建設省告示1597号により設置が義務付けられている。詳細は「グリース・トラップ」を参照。
オイル阻集器
自動車修理工場やガソリンスタンドなどでガソリンやオイル類が含まれる排水を除去する阻集器。引火の危険があるので単独通気としなければならない。洗車や床を洗浄中に発生する土砂などの堆積物も分離し、排水管などの詰まりを防ぐ役割もある。「ガソリントラップ」「油水分離槽」とも。
毛髪阻集器
美容院・理髪店・公衆浴場・プールなどから流出する毛髪を除去する阻集器。「ヘアトラップ」や「ヘアキャッチャー」とも呼ばれる。
砂阻集器
泥や砂、研磨用金剛砂が流入する排水系統に設け、それらを除去する阻集器。「サンドトラップ」とも呼ばれる。
洗濯場阻集器
コインランドリーやクリーニング店、洗濯工場などでボタンや繊維くずを除去する阻集器。「ランドリートラップ」とも。
プラスタ阻集器
歯科・外科医院などの排水系統に用い、排水管の管壁に付着して詰まりの原因となる石膏を除去する阻集器。歯科医院では貴金属が排水に含まれることがあるため、その回収も担う。
瓶詰め機械用阻集器
瓶詰め工程における硝子くずなどを回収するためのもの。
家庭用の簡易な阻集器
かごやネットの形状をしている場合がほとんどであり、台所の調理などで野菜くずなどを集めるもの、洗面所で洗ったりゆすいだりする時のもの、洗濯機に溜まった糸くずなどを集めるもの、浴室で溜まった毛髪や垢を集めるものなどがある。

## 阻集器の管理
- 定期的に清掃を行い物質の回収を行う。閉塞の恐れがあるので内部の回収物を流出配管に流してはならない。
- 屋外に設置する場合、点検用の蓋に隙間があると、雨水が流入するおそれがあるので常に密閉した状態にする必要がある。
- 廃油や汚泥などは、産業廃棄物とみなされるため、専門の処理業者に処分の委託をする必要がある[4]。